# Krai del Norte
El krai del Norte (en ruso: Северный край, Severny Krai) fue un krai (una unidad administrativa de primer nivel) de la República Socialista Federativa Soviética de Rusia entre 1929 y 1936. Su capital era la ciudad de Arcángel. El krai estaba localizada al norte de la Rusia europea, y su territorio actualmente está dividido entre las óblasts de Arcángel, Vólogda, Kostromá, y Kírov, el distrito autónomo de Nenetsia, y la república de Komi.

## Historia
El krai fue establecido el 14 de enero de 1929 por el Comité Ejecutivo Central Panruso. El territorio del krai estaba formado de tres gobernaciones (Arcángel, Vólogda, y Dvina Septentrional) y el óblast autónomo Komi-Ziriano.
El 15 de julio de 1929 el Comité Ejecutivo Central Panruso emitió un decreto que dividió el krai del Norte (con la excepción del óblast autónomo Komi-Ziriano, que permaneció como una unidad capital en Ust-Sisolsk, y las islas de Vaigach, Kolgúyev, Matveyev, Nueva Zembla, Solovetsky, y Tierra de Francisco José) en cinco distritos administrativos (ókrugs).
Antes de la creación del krai, la división de sus gobernaciones mezclaba aquella heredada del Imperio ruso (uyezds) con la nuevo (distritos, o raiones). El mismo decreto estableció la división del krai en distritos; también los ókrugs y el óblast autónomo, y las islas del océano Ártico quedaron subordinadas al comité ejecutivo del krai.
En julio de 1930 fueron abolidos los ókrugs. El distrito de Nenetsia se convirtió en una unidad autónoma, en tanto el óblast autónomo Komi-Ziriano quedó intacto, y los distritos qué antes era parte de los ókrugs quedaron subordinados directamente al gobierno del krai.
Entre 1930 y 1935 se dieron cambios constantes en la configuración de los distritos, algunos fueron abolidos, establecidos, y rebautizados. El 10 de febrero de 1934, Nueva Zembla, Vaigach, y un número de islas más pequeñas en los mares de Barents y Kara fueron trasladadas al distrito autónomo de Nenetsia. En 1936, el krai incluía 65 distritos.
El 5 de marzo de 1936 fue creado el ókrug de Pechora. El ókrug incluyó tres distritos, Izhem, Ust-Tsilem, y Ust-Usin, y una parte del Troitsko-Pechor. Esto se relacionaba con el comienzo de la explotación de carbón en lo que ahora es la república de Komi.
Por la Constitución soviética de 1936 el krai del Norte fue abolido, y su territorio dividido entre la óblast del Norte y la república de Komi. La óblast del Norte incluyó 54 distritos y se dividió en las óblasts de Arcángel y Vólogda  en 1937. Tres de los distritos del krai del Norte, Lals, Oparin, y Podosinov, quedaron en la óblast de Kírov. Pavin y Vokhom fueron transferidos más tarde a la óblast de Kostromá.